# Ussuri

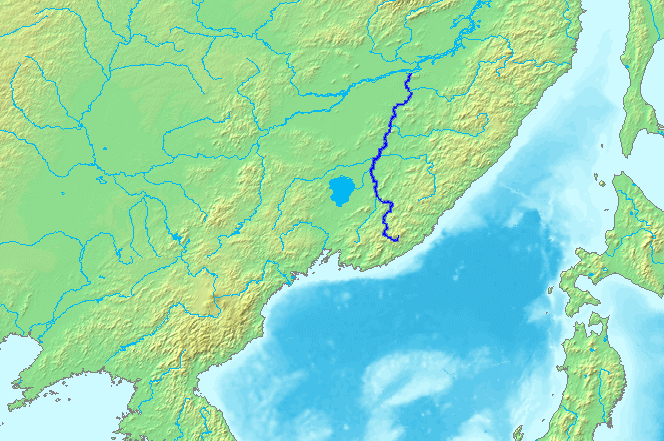
Harta cu amplasarea râului

Ussuri (în chineză: Wusuli Jiang, 乌苏里江 / 烏蘇里江)) este un afluent cu lungimea de  588 km, al Amurului (Heilong Jiang) . Râul are izvorul în Districtul Federal Orientul Îndepărtat rus la nord de Vladivostok și la poalele de sud a munților Sihote-Alin (2,077 m), care sunt munți de coastă amplasați vizavi de Japonia. Izvorul se află numai la câțiva kilometri de țărmul cu Marea Japoniei. Râul curge spre interiorul continentului spre nord, după ce iese din regiunea munților primește apele afluentului Sungatshi care vine din sud, și se varsă la Habarovsk în Amur. In anul 1969 au fost între Uniunea Sovietică și China conflicte militare pe cursul râului de graniță, motivul conflictului fiind insula de pe Ussuri. Aceste ostilități s-au încheiat abia în anul 1991, în anul 1995 Rusia recunoaște pretenția statului chinez, căruia îi va aparține definitiv insula Damanski de pe Ussuri prin tratatul de la 2 iunie 2005.